# 中期三畳紀
| 累代        | 代     | 紀       | 世           | 期                     | 基底年代 Mya |
| ----------- | ------ | -------- | ------------ | ---------------------- | ------------ |
| 顕生代      | 新生代 | 新生代   | 新生代       |                        | 66           |
| 顕生代      | 中生代 | 白亜紀   | 後期白亜紀   | マーストリヒチアン     | 72.1         |
| 顕生代      | 中生代 | 白亜紀   | 後期白亜紀   | カンパニアン           | 83.6         |
| 顕生代      | 中生代 | 白亜紀   | 後期白亜紀   | サントニアン           | 86.3         |
| 顕生代      | 中生代 | 白亜紀   | 後期白亜紀   | コニアシアン           | 89.8         |
| 顕生代      | 中生代 | 白亜紀   | 後期白亜紀   | チューロニアン         | 93.9         |
| 顕生代      | 中生代 | 白亜紀   | 後期白亜紀   | セノマニアン           | 100.5        |
| 顕生代      | 中生代 | 白亜紀   | 前期白亜紀   | アルビアン             | 113          |
| 顕生代      | 中生代 | 白亜紀   | 前期白亜紀   | アプチアン             | 125          |
| 顕生代      | 中生代 | 白亜紀   | 前期白亜紀   | バレミアン             | 129.4        |
| 顕生代      | 中生代 | 白亜紀   | 前期白亜紀   | オーテリビアン         | 132.9        |
| 顕生代      | 中生代 | 白亜紀   | 前期白亜紀   | バランギニアン         | 139.8        |
| 顕生代      | 中生代 | 白亜紀   | 前期白亜紀   | ベリアシアン           | 145          |
| 顕生代      | 中生代 | ジュラ紀 | 後期ジュラ紀 | チトニアン             | 152.1        |
| 顕生代      | 中生代 | ジュラ紀 | 後期ジュラ紀 | キンメリッジアン       | 157.3        |
| 顕生代      | 中生代 | ジュラ紀 | 後期ジュラ紀 | オックスフォーディアン | 163.5        |
| 顕生代      | 中生代 | ジュラ紀 | 中期ジュラ紀 | カロビアン             | 166.1        |
| 顕生代      | 中生代 | ジュラ紀 | 中期ジュラ紀 | バトニアン             | 168.3        |
| 顕生代      | 中生代 | ジュラ紀 | 中期ジュラ紀 | バッジョシアン         | 170.3        |
| 顕生代      | 中生代 | ジュラ紀 | 中期ジュラ紀 | アーレニアン           | 174.1        |
| 顕生代      | 中生代 | ジュラ紀 | 前期ジュラ紀 | トアルシアン           | 182.7        |
| 顕生代      | 中生代 | ジュラ紀 | 前期ジュラ紀 | プリンスバッキアン     | 190.8        |
| 顕生代      | 中生代 | ジュラ紀 | 前期ジュラ紀 | シネムーリアン         | 199.3        |
| 顕生代      | 中生代 | ジュラ紀 | 前期ジュラ紀 | ヘッタンギアン         | 201.3        |
| 顕生代      | 中生代 | 三畳紀   | 後期三畳紀   | レーティアン           | 208.5        |
| 顕生代      | 中生代 | 三畳紀   | 後期三畳紀   | ノーリアン             | 227          |
| 顕生代      | 中生代 | 三畳紀   | 後期三畳紀   | カーニアン             | 237          |
| 顕生代      | 中生代 | 三畳紀   | 中期三畳紀   | ラディニアン           | 242          |
| 顕生代      | 中生代 | 三畳紀   | 中期三畳紀   | アニシアン             | 247.2        |
| 顕生代      | 中生代 | 三畳紀   | 前期三畳紀   | オレネキアン           | 251.2        |
| 顕生代      | 中生代 | 三畳紀   | 前期三畳紀   | インドゥアン           | 251.902      |
| 顕生代      | 古生代 | 古生代   | 古生代       |                        | 541          |
| 原生代      | 原生代 | 原生代   | 原生代       |                        | 2500         |
| 太古代      | 太古代 | 太古代   | 太古代       |                        | 4000         |
| 冥王代      | 冥王代 | 冥王代   | 冥王代       |                        | 4600         |
| 1. 2. 3. 4. |        |          |              |                        |              |

中期三畳紀（ちゅうきさんじょうき、英：Middle Triassic）は、約2億4720万年前から2億3700万年にあたる、中生代三畳紀を三分したうちの2番目の地質時代。ラディニアン、アニシアンの2つの期に区分される。恐竜はまだ出現していないが基盤的な恐竜様類が各地に分布し、魚竜も多様化していた時代であった。

## 地理と環境

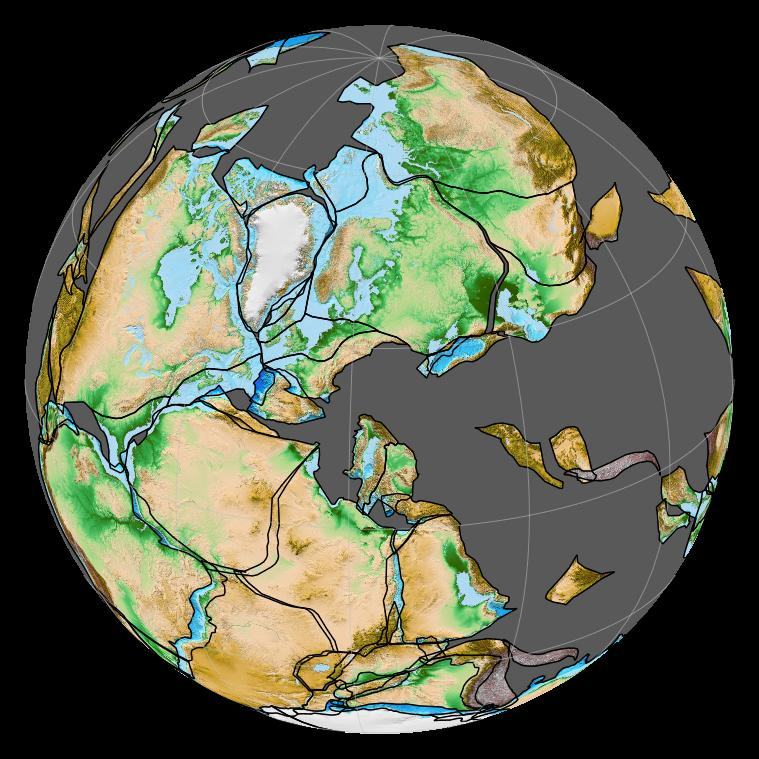
約2億4000万年前（ラディニアン期）のパンゲア大陸

当時はパンゲア大陸が存在しており、全ての大陸が陸続きになっていた。中期 - 後期三畳紀は前期三畳紀と比較して気温が低下したが、それでも平均地球気温は約25℃と高温であり、当時の陸上動物は乾燥気候への適応を余儀なくされた。前期三畳紀は特にその初期においてペルム紀末の大量絶滅の爪痕が残っていたが、中期三畳紀の海洋生態系は後述するように回復していたことが示唆されている。

## 動物相
海洋には既に魚竜が進出し多様化を遂げていた。中期三畳紀に出現したミクソサウルス下目は他の魚竜のグループと比べ小型であり、全長70 - 90センチメートル程度のミクソサウルスや全長1.5メートル程度のクダノハマギョリュウがいた。これらとは別に、大型化を遂げたグループもいた。約2億4500万年前のタラットアルコンは不完全な頭骨の長さが60センチメートルに達し、全長は8.6メートルと現生のシャチに匹敵する大きさであったと推定されている。その体躯や大きく鋭い歯からタラットアルコンは当時の海洋生態系における頂点捕食者であったと考えられている。また、このような頂点捕食者の存在は、約2億5200万年前のペルム紀末の大量絶滅から海洋生態系が回復し、生態系の上位の生物を支えられるだけの生産量を取り戻していたことを意味する。
基盤的恐竜様類は中期三畳紀に出現していたことが確実視されており、ラゴスクスやシレサウルスなどが知られている。主な系統にはラゲルペトン科、マラスクス、シレサウルス科がおり、後者ほど恐竜に近縁な系統である。また約2億4300万年前（後期アニシアン期）のニアササウルスはシレサウルス科よりも恐竜に近い可能性があり、最初期の恐竜そのものであったと考える研究者もいる。いずれにせよ、恐竜様類はこの時代に高い多様性を持っていたことになる。
同じく2億4300万年前にあたる地層のモエンコピ層からは、アリゾナサウルスが産出している。これは偽鰐類の最古の化石記録であり、この時代までに偽鰐類が出現していたことが分かっている。それから300万年後の2億4000万年前の地層からは、ラウィスクス上科という偽鰐類の化石が産出している。ラウィスクス上科はティラノサウルス科にも似た強靭な顎を持つ動物食性動物で、当時の陸上生態系における頂点捕食者であったと考えられている。ラウィスクス上科は続く後期三畳紀末まで生息し、それまで恐竜の大型化を妨げていた可能性が高い。